# Sokrates
Sokrates (/ˈsɒkrətiːz/; tiếng Hy Lạp cổ: Σωκρᾰ́της, đã Latinh hoá: Sōkrátēs, [sɔːkrátɛːs]; phiên âm tiếng Việt: Xô-crát; k. 470 – 399 TCN) là một triết gia người Hy Lạp cổ đại (người Athens), ông được coi là một trong những người đã sáng tạo ra nền triết học phương Tây, và là nhà triết gia đạo đức đầu tiên của nền tư tưởng đạo đức phương Tây đồng thời là người đại diện tiêu biểu của trường phái triết học duy tâm. Ông là một nhân vật rất bí ẩn, không hề viết ra bất cứ điều gì, chỉ được biết đến chủ yếu thông qua các tác phẩm do những tác giả cổ đại cùng thời kể lại, trong đó nổi bật nhất chính là hai môn sinh Platon và Xenophon. Một số tác phẩm khác viết về ông đến từ những tác giả đương thời như Antisthenes, Aristippus và Aeschines xứ Sphettos. Aristophanes, một nhà viết kịch, chính là tác gia đương thời chủ yếu đã tạo ra những vở kịch có nhắc đến Sokrates trong suốt cuộc đời của nhà triết học này còn tồn tại đến ngày nay, ngoài ra, một đoạn trong cuốn "Sổ tay Du ký" của Ion xứ Chios cũng cung cấp những thông tin rất quan trọng về thời trẻ của Sokrates.
Những mẩu đối thoại của Plato là một trong những bằng chứng toàn diện nhất về Sokrates vẫn còn sót lại từ thời cổ đại tới giờ, từ đó giúp cho Sokrates trở nên nổi tiếng với những đóng góp cho các lĩnh vực đạo đức học và tri thức luận. Ông chính là người thầy của Plato, người được đặt tên cho những khái niệm triết học như Sự mỉa mai Sokrates và phương pháp Sokrates, hay elenchus. Tuy nhiên, vẫn có những câu hỏi được đặt ra về việc liệu có sự khác biệt nào giữa Sokrates trong đời thực với Sokrates được khắc họa bởi Plato trong những mẩu đối thoại của mình hay không.

Sokrates có một sức ảnh hưởng vô cùng mạnh mẽ đối với những triết gia sau thời kỳ cổ đại và kỷ nguyên hiện đại. Những tác phẩm văn học, nghệ thuật và văn hóa đại chúng miêu tả về Sokrates đã khiến ông trở thành một trong những hình tượng được biết đến rộng rãi nhất trong nền tư tưởng triết học phương Tây.

## Những nguồn tài liệu và vấn đề Sokrates
Sokrates không ghi lại bất cứ bài học nào của mình dưới dạng văn bản. Toàn bộ những gì nhân loại biết về ông đều thông qua lời kể của những người khác, trong đó chủ yếu qua lời hai người môn đệ của ông là nhà triết học Plato và nhà sử học Xenophon; ngoài ra cũng có nhà viết kịch người Athens Aristophanes (sống cùng thời với Sokrates) và Aristoteles, môn đệ của Plato, được sinh ra sau khi Sokrates qua đời. Những câu chuyện thường trái ngược nhau từ lời kể của những nhân vật này đã khiến cho các học giả sau này gặp khó trong quá trình tái tạo lại những tư tưởng thực sự của Sokrates một cách đáng tin cậy, điều này tạo nên một tình trạng gọi là vấn đề Sokrates. Các tác phẩm của Plato, Xenophon và các tác giả khác sử dụng hình tượng nhân vật Sokrates như một công cụ khám phá, trong đó có bao gồm những đoạn đối thoại giữa Sokrates và đây chính là nguôn tư liệu chính cung cấp thông tin cho thế hệ sau về cuộc đời và tư tưởng của Sokrates. Đối thoại kiểu Sokrates (logos sokratikos) là một thuật ngữ được Aristoteles tạo ra để miêu tả hình thức văn chương mới mẻ này.  Mặc dù ngày sáng tác chính xác của những tác phẩm này vẫn chưa được biết, nhưng một số có lẽ được viết sau cái chết của Socrates. Như Aristoteles đã đề cập lúc đầu, mức độ chân thực của những cuộc đối thoại miêu tả Socrates là một vấn đề cần phải tranh luận.

### Vấn đề Sokrates

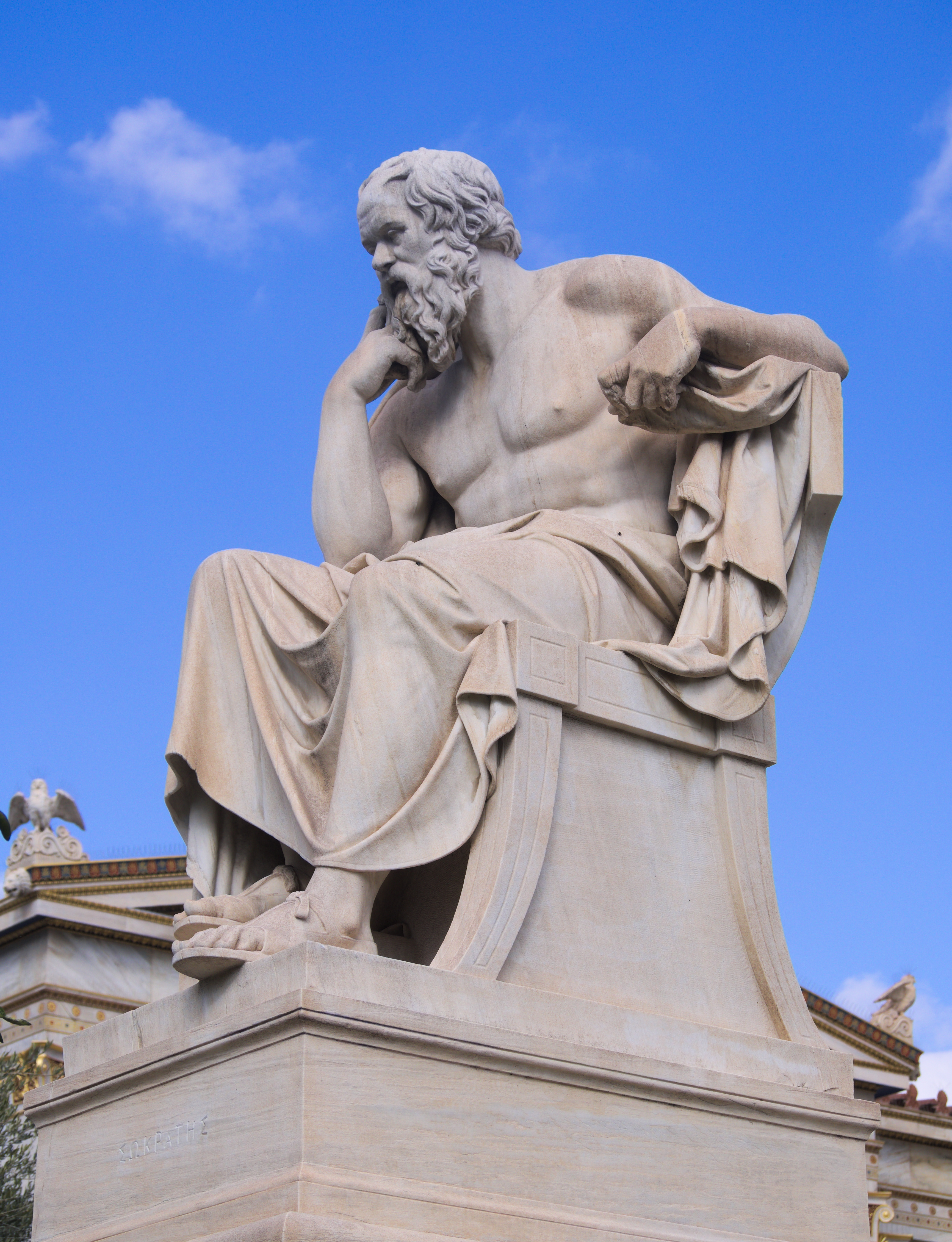
Bức tượng Sokrates ở phía trước Học viện Athens (hiện đại)

Vì Sokrates không viết lại bất kỳ bài giảng nào của mình, hiểu biết của chúng ta về cuộc đời và tư tưởng của ông không còn cách nào khác mà chỉ có thể đến từ những nguồn thông tin thứ cấp. Bản chất đôi khi trái ngược của những nguồn thông tin này về sau đã được đặt với cái tên vấn đề Socrates, hay nghi vấn Socrates.
Về tổng quan, những tài liệu được viết bởi Platon  được xem là nguồn thông tin chủ yếu về cuộc đời và tư tưởng của Sokrates. Những bản ghi chép này được gọi là Sokratikoi logoi, hay đối thoại Socrates, bao gồm các báo cáo về những cuộc trò chuyện rõ ràng có sự tham gia của Sokrates. Ban đầu, một số học giả đã đặt ra nghi vấn về việc liệu Sokrates có phải là một nhân vật hư cấu, một phát minh của Platon hay không, tuy nhiên điều đó đã được làm sáng tỏ trong các tài liệu và các tác phẩm lịch sử khác, rằng Sokrates quả thực đã từng tồn tại. Sự chứng thực của Xénophon và Aristotle, vở kịch Mây của Aristophanes và các tác phẩm khác là những nguồn thông tin hữu ích trong việc liên kết giữa một Sokrates bằng xương bằng thịt với một Sokrates xuất hiện trong các tác phẩm của Platon.
Tìm kiếm một hình ảnh Sokrates "thật sự" là một điều rất khó khăn bởi những tác phẩm nhắc đến ông (trừ Xenophon) thường mang tính triết lý hay mang tính kịch nhiều hơn là khắc họa lại sự thật lịch sử. Ngoài Thucydides, thật sự không có một tác phẩm tiểu sử thực thụ nào khác của những người cùng thời với Plato. Kết quả tất yếu đó là những nguồn thông tin này đã mâu thuẫn với tính chính xác của lịch sử. Do đó, các nhà sử học đã phải đối mặt với một thách thức rất lớn, đó là đối chiếu các bằng chứng khác nhau từ các văn bản còn tồn tại để cố gắng giải thích chính xác và nhất quán về cuộc sống và công việc của Sokrates. Kết quả của những nỗ lực đó là khi những thông tin được thống nhất, chúng sẽ không nhất thiết phải thực tế.
Hai yếu tố nổi bật nhất từ tất cả các nguồn thông tin liên quan đến đặc điểm của Sokrates đó là: ông có tướng mạo xấu xí (ít nhất là vào lúc ông đã lớn tuổi) và một trí tuệ tuyệt vời. Ông sống cả cuộc đời mình tại Athens cổ đại (ít nhất là kể từ khi ông gần 40 tuổi, bởi trước đó ông cũng từng tham gia phục vụ quân đội tại các chiến dịch như Potidaea, Delium,...), ông không viết bất cứ thứ gì (ít nhất là những thứ liên quan đến triết học - một đoạn thơ duy nhất do ông sáng tác vẫn còn tồn tại). Cuối đời, ông bị xử tử bằng hình thức uống sâm độc với cáo buộc bất kính với Athens.

## Cuộc đời

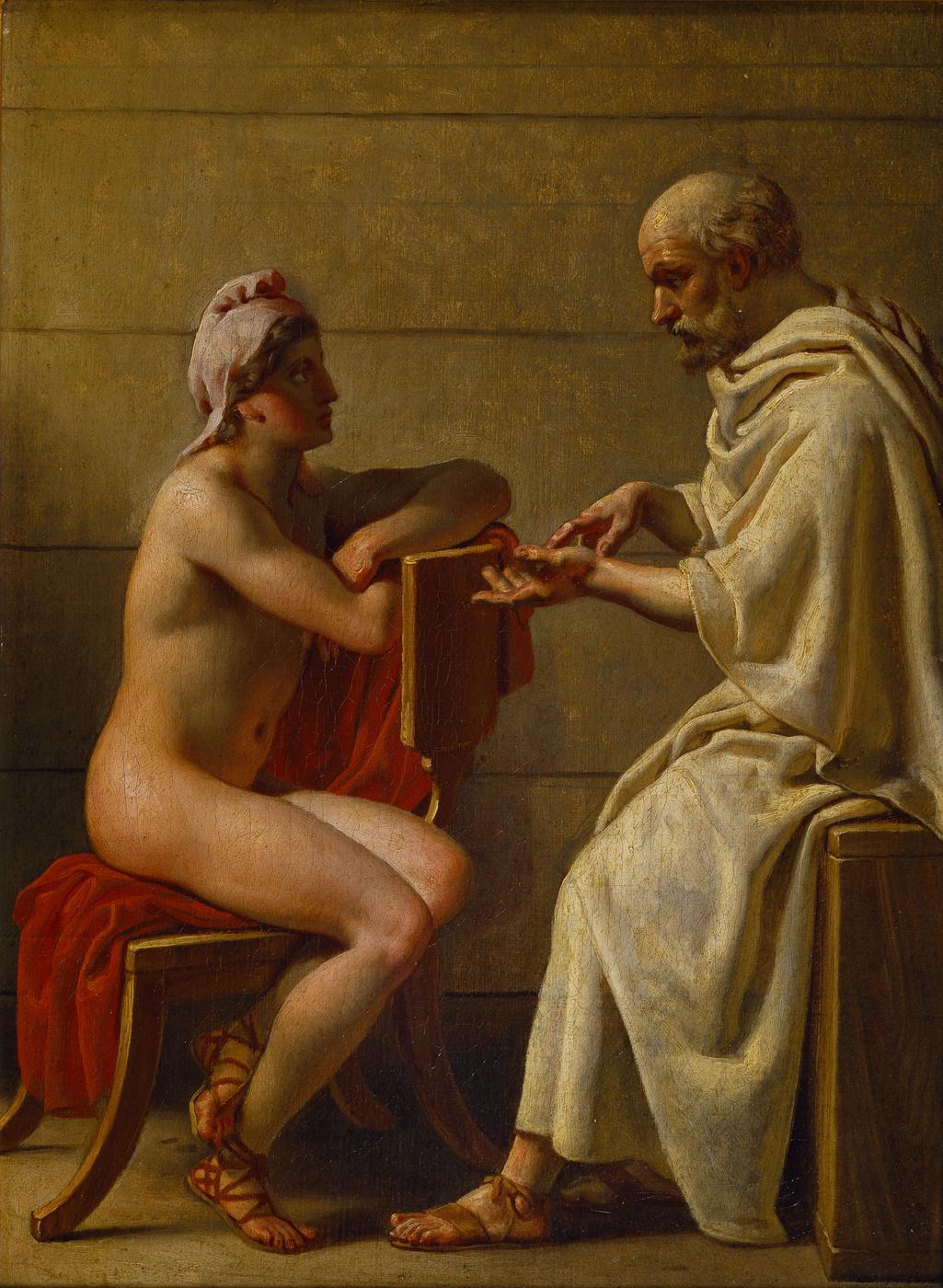
Socrates và Alcibiades, vẽ bởi Christoffer Wilhelm Eckersberg

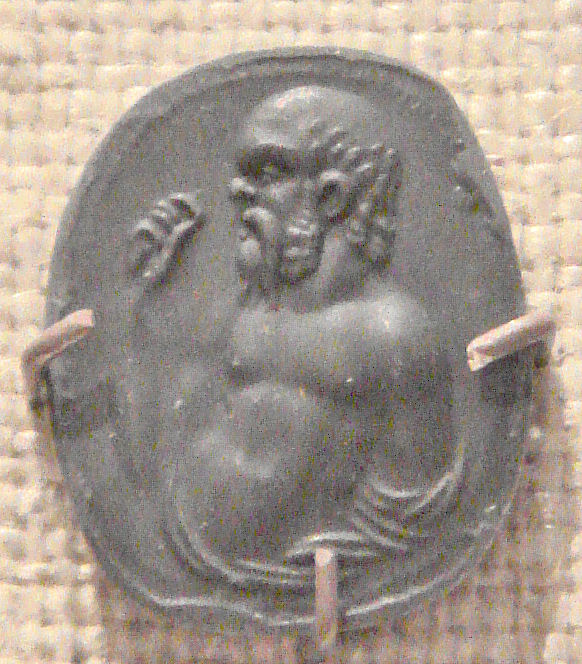
Dấu ấn trên viên đá quý Carnelian đại diện cho Socrates, Rome, thế kỷ I TCN - thế kỷ I SCN

### Các phiên bản
Các chi tiết về cuộc đời của Sokrates được xuất hiện trong cả những nguồn thông tin vào thời kỳ của ông và những nguồn của thời kỳ về sau. Đối với nguồn thông tin đương thời, hầu như tất cả đều đến từ các mẩu đối thoại của Platon và Xenophon (hai người đều rất sùng bái Sokrates), trong những đoạn di chúc của Antisthenes, Aristippus và Aeschines xứ Sphettos, một số ít khác xuất hiện trong các vở kịch của Aristophanes. Những nguồn thông tin đến từ thời kỳ cổ đại sau này bao gồm Aristoxenus, Apollodorus xứ Athens (sống trong khoảng thế kỷ II TCN), Cicero (sống trong khoảng 106–43 TCN), và Diogenes Laërtius (có vẻ như sống trong khoảng thời gian nửa đầu thế kỷ III SCN).
Các nguồn này được cho là đã sử dụng một phần hoặc toàn bộ những thông tin thực tế về cuộc đời của Socrates mà mỗi người có được, từ đó đưa ra những cách giải thích riêng của từng tác giả về bản chất việc dạy học của Sokrates, do vậy chúng đã tạo ra rất nhiều phiên bản khác nhau về nhà triết học này. Ví dụ như trong vở kịch Mây của Aristophanes, Sokrates đã bị biến thành một chú hề, ông có thiên hướng được miêu tả giống như một kẻ ngụy biện, chuyên dạy học trò cách trốn tránh các khoản nợ. Tuy nhiên, do hầu hết các tác phẩm của Aristophanes đều mang tính chất châm biếm, hài hước, nên người ta cũng cho rằng tính cách của nhân vật trong vở kịch này chưa chắc đúng như những gì được miêu tả. Trong Phaedo, nguồn thông tin được chứng thực duy nhất miêu tả về cái chết của Sokrates, Plato được cho là đã chọn lọc và loại bỏ đi nhiều chi tiết để thông qua đó cung cấp những tư liệu cho lập luận của ông về sự tồn tại của sự giải phóng linh hồn ra khỏi cơ thể, một giả thiết mà ông tiếp thu được nhờ việc học hỏi các ý tưởng của Pythagoras (sinh ra vào khoảng sau năm 606 và mất vào khoảng sau năm 510 TCN).

### Thân thế
Năm sinh của Sokrates theo một số nguồn được cho chỉ là một ngày được giả định hoặc ước lượng, bởi trên thực tế thì thông thường việc tính ngày của bất cứ điều gì trong lịch sử cổ đại đôi khi bị phụ thuộc vào lập luận khác nhau, mà lập luận lại dựa trên một khoảng thời gian không xác định mà mỗi cá nhân tự áng chừng nên mức độ đáng tin là không cao. Diogenes Laërtius tuyên bố rằng ngày sinh của Sokrates là "ngày thứ sáu của tháng Thargelion, ngày mà những người dân Athens thanh lọc thành phố của mình". Những nguồn tin thời đó cho biết ông được sinh ra không muộn hơn một thời gian sau năm 471, ngày sinh của ông nằm trong khoảng từ năm 470 đến năm 469 TCN, hoặc cũng có thể trong khoảng năm 469 đến 468 TCN (tương ứng với năm thứ tư của Thế vận hội Olympic lần thứ 77).
Sokrates sinh ra tại Alopeke, và là một người thuộc tộc Antiochis. Bố của ông là Sophroniscus, một thợ điêu khắc, hay thợ làm đá. Mẹ của ông là một bà đỡ đẻ tên là Phaenarete. Khi Sokrates khoảng 50 tuổi, ông lấy vợ, tên là Xanthippe, một người được biết đến là có tính khí vô cùng đáng sợ. Bà này sau đó được cho là đẻ cho ông ba người con trai, Lamprocles, Sophroniscus và Menexenus; mặc dù Aristotle cho rằng hai người con sau thực chất là con của Sokrates với một người vợ khác (được cho là vợ trước), có tên là Myrto, con gái của Lysimachus (một người bạn thân với cha của Sokrates, đồng nghĩa với việc rất có thể Myrto cũng khoảng xấp xỉ tuổi của Sokrates).
Sokrates nhiều khả năng đã được dạy dỗ để trở thành một thợ điêu khắc. Theo Timon của Phlius và các nguồn sau này, Sokrates đảm nhận việc trông coi xưởng đá từ người cha. Có một lời truyền tụng cổ xưa, chưa được kiểm chứng bởi các học giả, rằng Sokrates đã tạo nên bức tượng Charites đặt gần Acropolis, tồn tại cho đến tận thế kỉ thứ II sau Công nguyên.
Không rõ Sokrates kiếm sống bằng cách nào. Các văn bản cổ dường như chỉ ra rằng Sokrates không làm việc. Trong Symposium của Xénophon, Sokrates đã nói rằng ông nguyện hiến thân mình cho những gì ông coi là nghệ thuật hay công việc quan trọng nhất: những cuộc tranh luận về triết học. Trong Mây, Aristophanes miêu tả Sokrates sẵn sàng chấp nhận trả công cho Chaerephon vì việc điều hành một trường hùng biện, trong khi ở Apologia và Symposium của Platon và sổ sách kể toán của Xénophon, Sokrates dứt khoát từ chối việc chỉ trả cho giảng viên. Để chính xác hơn, trong Apologia Sokrates đã viện dẫn rằng cảnh nghèo nàn của ông ấy là chứng cớ cho việc ông ấy không phải là một giáo viên.

### Phục vụ trong quân đội

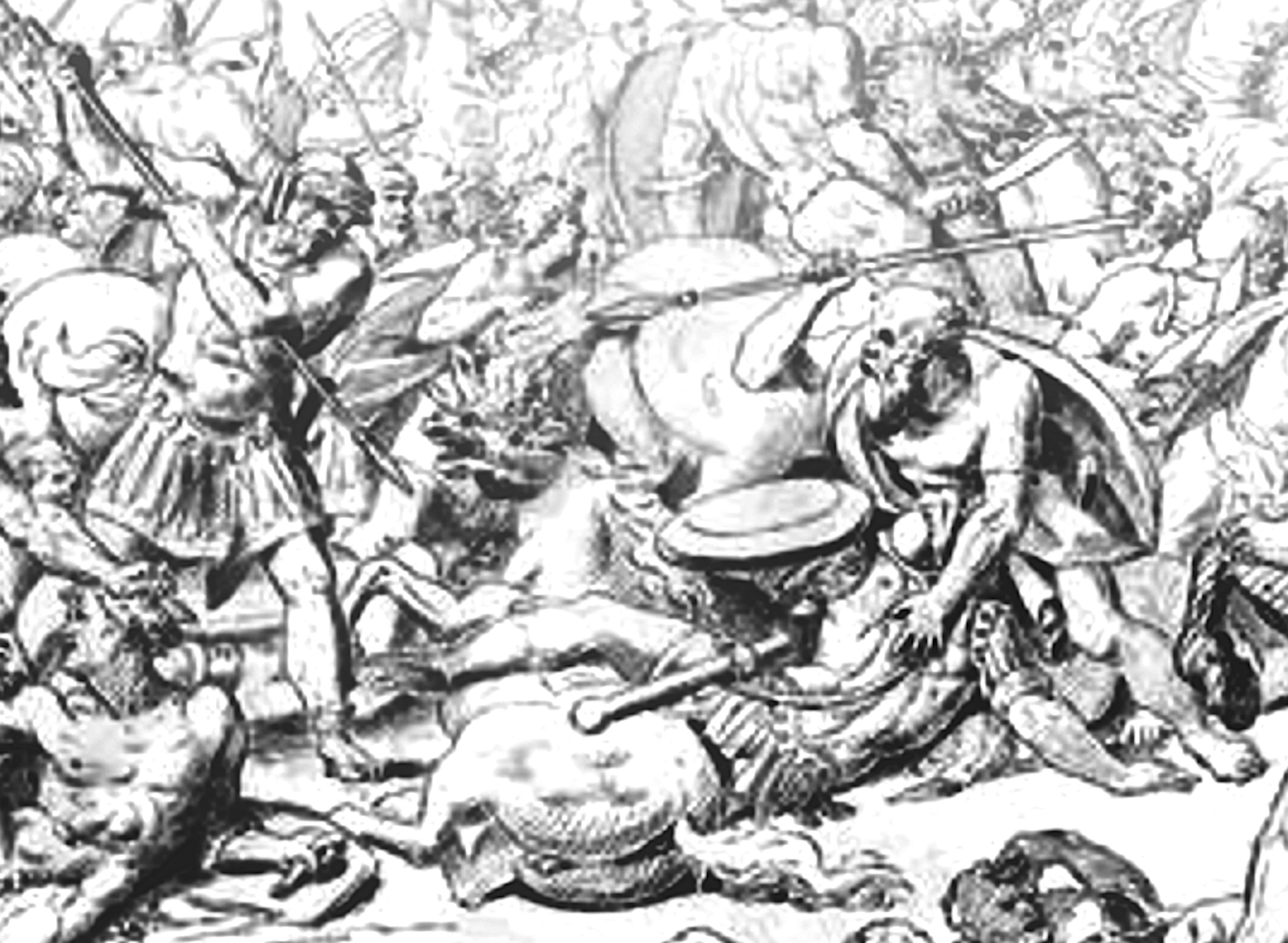
Trận Potidaea (432 TCN): Quân Athens đối đầu với quân Corinthia (chi tiết). Khung cảnh Sokrates (chính giữa) cứu Alcibiades. Tranh khắc thế kỷ XVIII.

Sokrates đã từng có một thời gian phục vụ trong quân đội với vai trò là một lính hoplite, ông đã tham gia trong Cuộc chiến Peloponnisos— cuộc chiến tranh không liên tục kéo dài trong suốt giai đoạn từ năm 431 đến 404 trước Công nguyên. Trong nhiều mẩu đối thoại của Plato đã có những chi tiết nhắc đến quãng thời gian hoạt động trong quân đội của Sokrates.
Trong đoạn độc thoại của Apology, Sokrates đã nói rằng ông đã tham gia chiến đấu trong các trận Amphipolis, Delium và Potidaea. Trong Symposium, Alcibiades đã mô tả sự dũng cảm của Sokrates trong hai trận đánh là Potidaea và Delium, đồng thời cũng kể lại việc Sokrates đã cứu mạng ông ta trong một trận chiến trước đó (219e–221b). Khả năng xuất sắc của Sokrates khi còn là một người lính tại Delium cũng được nhắc đến trong Laches của vị tướng cùng tên với tác phẩm này (181b). Trong Apology, Sokrates so sánh sự phuc vụ trong quân đội của mình với những rắc rối trong phòng xử án và ông cũng tuyên bố rằng bất cứ vị thẩm phán nào nghĩ rằng ông nên rút lui khỏi triết học cũng nên nghĩ đến những người lính nên rút lui khỏi chiến trường khi mà có vẻ như họ sẽ bị giết.

### Epistates tại phiên tòa xét xử sáu chỉ huy
Vào năm 406, Sokrates trở thành thành viên của Boule. Tộc Antiochis của ông đảm nhận vai trò tổ chức Prytany vào một ngày khi có những tranh luận đang được nổ ra về số phận của những viên tướng thua cuộc trong trận Arginusae vì họ đã bỏ rơi những người hy sinh và cả những người sống sót bị đắm thuyền khi đang đuổi theo hạm đội Sparta thua trận.
Theo như Xenophon kể lại, Sokrates được chọn làm Epistates của buổi tranh luận, nhưng Delebecque và Hatzfeld lại cho rằng thông tin này không chính xác mà chỉ được sử dụng để tô điểm hình ảnh của ông, bởi Xenophon đã đưa thông tin này ra sau cái chết của Sokrates.
Người dân thành Athens cho rằng những viên chỉ huy đã thất bại trong việc duy trì những nghĩa vụ cơ bản nhất, và hình phạt là tử hình là những gì mà người dân trong thành quyết định. Tuy nhiên, khi những thành viên trong hội đồng Prytany từ chối bỏ phiếu cho vấn đề này, người dân đã phản ứng lại bằng việc đe dọa sẽ trực tiếp giết chết các thành viên trong hội đồng đó. Các thành viên này đành phải chấp nhận chiều theo ý người dân và bỏ phiếu, chỉ có duy nhất mình Sokrates đơn độc trong vai trò là Epistates phản đối việc bỏ phiếu, vốn ban đầu được đề xuất bởi Callixeinus. Lý do ông đưa ra là "ông sẽ không thực hiện trong bất kỳ hoàn cảnh nào trừ khi điều đó được quy định rõ trong luật pháp".
Kết quả của phiên tòa hôm đó sau này bị đánh giá là một sự sai trái trong công lý, hay trái luật, nhưng trên thực tế, quyết định của Sokrates không hề được hỗ trợ bởi những gì luật định trong văn bản mà thay vào đó chúng dựa nhiều vào sự ủng hộ vào một luật pháp mềm mỏng và bớt cứng nhắc hơn. Một trong những viên chỉ huy bị xử tử là Pericles Trẻ, con trai của Pericles và Aspasia xứ Miletus.

### Bắt giữ Leon
Trong tác phẩm Apology của Plato, từ phần 32c đến 32d, đã kể lại câu chuyện Sokrates và bốn người khác bị gọi tới Tholos, và được đại diện của đầu sỏ Ba mươi (những kẻ bắt đầu nắm quyền vào năm 404 TCN) yêu cầu đi tới Salamis và mang Leon người Salamis quay trở lại. Leon là kẻ đang bị bọn đầu sỏ tìm kiếm và chúng muốn đưa anh ta về để xét xử. Tuy nhiên, Sokrates đã quay trở về nhà và không hề đi tới Salamis như bọn chúng dự định.

### Bản án và cái chết

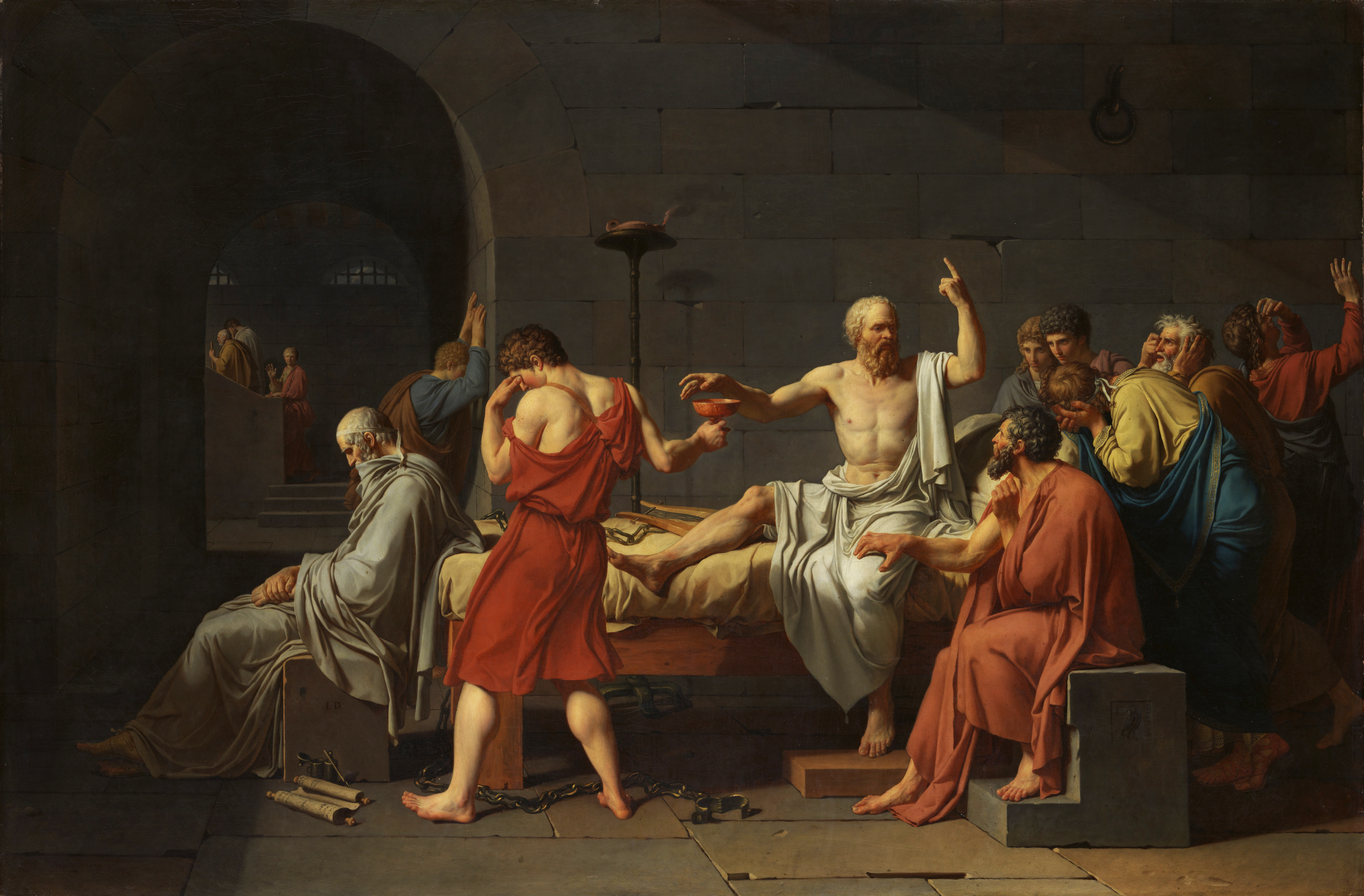
Cái chết của Socrate (La Mort de Socrate, 1787), họa phẩm của Jacques-Louis David, hiện được trưng bày ở Metropolitan Museum of Art

Sokrates đã sống trong thời kỳ thịnh vượng của thành bang Athena cho đến lúc nó suy tàn bởi người Sparta và liên minh của nó trong cuộc chiến tranh Peloponnesus. Trong lúc Athena tìm kiếm sự ổn định và phục hồi từ thất bại ê chề, nền cộng hòa dân chủ chủ nô của Athen bị nghi ngờ là làm suy yếu sự lãnh đạo của nhà nước. Sokrates xuất hiện để chỉ trích thể chế dân chủ, và một vài học giả giải thích rằng việc xét xử ông là biểu hiện của sự đấu tranh chính trị.
Mặc dù luôn thể hiện sự trung thành đến chết với thành bang, song việc Sokrates theo đuổi đến cùng lẽ phải và đức hạnh của ông đã mâu thuẫn với chiều hướng chính trị và xã hội đương thời của Athena. Ông ca ngợi Sparta, chê bai Athena, trực tiếp và gián tiếp trong nhiều cuộc đối thoại. Nhưng có lẽ hầu hết các sử liệu xác thực đều cho thấy sự đối lập của Sokrates với thành bang là ở quan điểm chỉ trích xã hội và luân lý của ông. Thích bảo vệ sự nguyên trạng hơn là chấp nhận phát triển sự phi đạo đức. Trong lĩnh vực của mình Sokrates cố gắng phá vỡ quan niệm lâu đời "chân lý thuộc về kẻ mạnh" rất thông dụng ở Hy Lạp lúc bấy giờ. Platon cho Sokrates là "ruồi trâu" của nhà nước (như một con ruồi châm chích con trâu, Sokrates châm chọc Athena). Quá đà hơn ông chọc giận các nhà quản lý với ý kiến đòi xem xét các phán quyết toà án và các quyết định. Cố gắng của ông để tăng cường ý thức của tòa án Athena có lẽ là nguồn cơn cho việc hành hình ông.

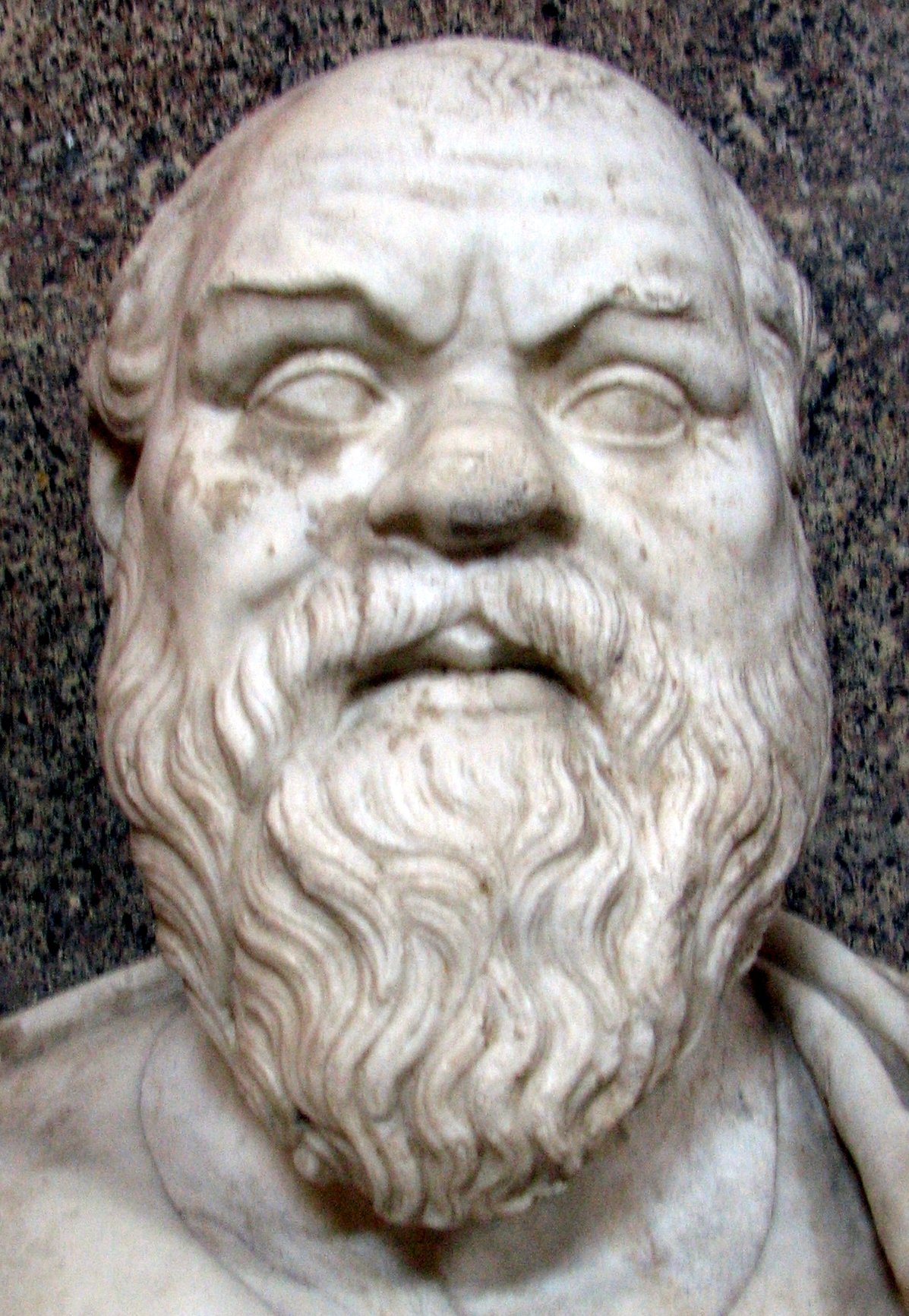
Tượng Sokrates tại Bảo tàng Vatican.

Theo Apologia của Platon, cuộc đời như "ruồi trâu" của Athen bắt đầu khi bạn ông Chaerephon hỏi nhà tiên tri ở Delphi rằng liệu có ai thông thái hơn Sokrates; nhà tiên tri trả lời rằng không ai thông thái hơn. Sokrates tin rằng nhà tiên tri đã đưa ra một nghịch lý, bởi ông tin rằng ông không biết gì cả. Sau đó ông giải đáp bí ẩn bằng cách hỏi những người được cho là khôn ngoan ở Athena, như là chính khách, thi sĩ hay thợ thủ công nhằm bác bỏ những lời nhà tiên tri nói. Nhưng sau khi hỏi họ, Sokrates đi đến kết luận, khi một người cho rằng anh ta biết rất nhiều, thì thực ra, anh ta biết rất ít hoặc không biết gì cả. Sokrates nhận ra rằng nhà tiên tri đã đúng, những người được cho là khôn ngoan nghĩ rằng họ biết nhiều trong khi thực tế thì ngược lại, tự ông cũng biết rằng mình chả thông thái chút nào, nghịch lý thay, lại khiến ông là người khôn ngoan duy nhất vì ông nhận thức được sự ngu dốt của mình. Nghịch lý sự khôn ngoan của Sokrates đã khiến những người đứng đầu ở Athena mà ông từng đố công khai cảm thấy mình trở nên ngốc nghếch, nên họ đã quay lại chống lại ông và dẫn tới việc buộc tội những hành vi sai trái. Sokrates bảo vệ vai trò của ông như ruồi trâu đến cùng; trong tù, khi ông được hỏi về đề xuất với hình phạt của chính ông, ông đề nghị được chính phủ trả lương tuần và bữa tối miễn phí để bù vào khoảng thời gian ông phải nghỉ, cung cấp tiền cho thời gian ông giúp ích cho thành Athen. Tuy thế ông vẫn bị khép vào tội làm hư hỏng đầu óc của thanh niên Athen và bị kết án tử hình bằng việc uống một loại độc dược bào chế từ cây độc cần.
Theo như sử liệu của Xénophon, Sokrates có chủ đích thách thức bồi thẩm đoàn vì "ông ấy tin rằng ông ấy nên tự tử thì hơn". Xénophon tiếp tục mô tả sự kháng cự Sokrates như là giải thích sự nghiêm khắc của người già và Sokrates vui mừng như thế nào khi lừa được họ kết án ông tử hình. Điều đó giúp ta hiểu ra rằng Sokrates cũng ước muốn được chết bởi ông "thật sự tin cuộc đời thực của ông sẽ đến khi ông chết". Xénophon và Platon đồng ý rằng Sokrates có một cơ hội giải thoát và những người tin theo ông có thể đút lót lính coi ngục. 
Cái chết của Sokrates được diễn tả ở phần cuối của cuốn Phaedon của Platon. Sokrates bác bỏ lời cầu xin của Criton để cố gắng thử trốn khỏi tù. Sau khi uống độc dược, ông vẫn được dẫn đi dạo cho đến khi bước chân ông trở nên nặng nề. Sau khi ông gục xuống, người quản lý độc dược véo thử vào chân ông. Sokrates không còn cảm giác ở chân nữa. Sự tê liệt dần dần lan khắp cơ thể ông cho đến khi nó chạy vào tim ông. Không lâu trước khi ông chết, Sokrates trăng trối với Criton "Crito, chúng ta nợ một con gà trống với Asclepius. Làm ơn đừng quên trả món nợ đó". Asclepius là thần chữa bệnh của người Hy Lạp, và những lời cuối cùng của Sokrates nghĩa là cái chết là cách chữa bệnh và sự tự do là việc tâm hồn thoát ra khỏi thể xác. Nhà triết học La Mã Seneca đã thử bắt chước cái chết của Sokrates khi bị ép tự tử bởi Hoàng đế Nero.

## Triết học

### Phương pháp Sokrates
Có lẽ đóng góp quan trọng nhất của ông cho tư tưởng phương Tây là phương pháp truy vấn biện chứng, được biết đến dưới tên gọi "phương pháp Sokrates" hay phương pháp "bác bỏ bằng logic" (elenchus). Ông đã áp dụng phương pháp này chủ yếu cho việc kiểm nghiệm các khái niệm quan trọng về mặt đạo đức như Tốt đẹp và Công bằng. Platon là người đầu tiên miêu tả phương pháp này với tác phẩm "Các cuộc hội thoại của Sokrates". Để giải quyết một vấn đề, người ta chia nhỏ nó thành một hệ thống các câu hỏi, các câu trả lời sẽ dần dần kết tinh ra lời giải mà ta tìm kiếm. Ngày nay, ảnh hưởng của cách tiếp cận này có thể thấy rõ nhất ở việc sử dụng phương pháp khoa học, mà bước đầu tiên là đặt ra giả thuyết. Sự phát triển và sử dụng phương pháp này là một trong những đóng góp bền vững nhất của Sokrates, đó là thành tố chính trong việc đánh giá ông là cha đẻ của triết học chính trị, luân lý học, và là người khởi đầu của các xu hướng chính trong triết học phương Tây.
Phương pháp Sokrates có thể được diễn tả như sau; một loạt câu hỏi được đặt ra để giúp một người hay một nhóm người xác định được niềm tin cơ bản và giới hạn của kiến thức họ. Phương pháp Sokrates là phương pháp loại bỏ các giả thuyết, theo đó người ta tìm ra các giả thuyết tốt hơn bằng cách từng bước xác định và loại bỏ các giả thuyết dẫn tới mâu thuẫn. Nó được thiết kế để người ta buộc phải xem xét lại các niềm tin của chính mình và tính đúng đắn của các niềm tin đó. Thực tế, Sokrates từng nói, "Tôi biết anh sẽ không tin tôi, nhưng hình thức cao nhất của tinh túy con người là tự hỏi và hỏi người khác" 

### Niềm tin triết học
Người ta khó phân biệt giữa các niềm tin triết học của Sokrates và của Platon. Có rất ít các căn cứ cụ thể cho việc tách biệt quan điểm của hai ông. Các lý thuyết dài biểu đạt trong đa số các đoạn hội thoại là của Platon, và một số học giả cho rằng Platon đã tiếp nhận phong cách Sokrates đến mức làm cho nhân vật văn học và chính nhà triết học trở nên không thể phân biệt được. Một số khác phản đối rằng ông cũng có những học thuyết và niềm tin riêng. Nhưng do khó khăn trong việc tách biệt Sokrates ra khỏi Platon và khó khăn của việc diễn giải ngay cả những tác phẩm kịch liên quan đến Sokrates, nên đã có rất nhiều tranh cãi xung quanh việc Platon đã có những học thuyết và niềm tin riêng nào. Vấn đề này còn phức tạp hơn nữa bởi thực tế rằng nhân vật Sokrates trong lịch sử có vẻ như nổi tiếng là người chỉ hỏi mà không trả lời với lý do mà ông đưa ra là: mình không đủ kiến thức về chủ đề mà ông hỏi người khác.
Nếu có một nhận xét tổng quát về niềm tin triết học của Sokrates, thì có thể nói rằng về mặt đạo đức, tri thức, và chính trị, ông đi ngược lại những người đồng hương Athena. Khi bị xử vì tội dị giáo và làm lũng đoạn tâm thức của giới trẻ Athena, ông dùng phương pháp phản bác bằng lôgic của mình để chứng minh cho bồi thẩm đoàn rằng giá trị đạo đức của họ đã lạc đường. Ông nói với họ rằng chúng liên quan đến gia đình, nghề nghiệp và trách nhiệm chính trị của họ trong khi đáng ra họ cần lo lắng về "hạnh phúc của tâm hồn họ". Niềm tin của Sokrates về sự bất tử của linh hồn và sự tin tưởng chắc chắn rằng thần linh đã chọn ông làm một phái viên có vẻ như đã làm những người khác tức giận, nếu không phải là buồn cười hay ít ra là khó chịu. Sokrates còn chất vấn học thuyết của các học giả đương thời rằng người ta có thể trở nên đức hạnh nhờ giáo dục. Ông thích quan sát những người cha thành công (chẳng hạn vị tướng tài Pericles) nhưng không sinh ra những đứa con giỏi giang như mình. Sokrates lập luận rằng sự ưu tú về đạo đức là một di sản thần thánh hơn là do sự giáo dục của cha mẹ. Niềm tin đó có thể đã có phần trong việc ông không lo lắng về tương lai các con trai của mình.
Sokrates thường xuyên nói rằng tư tưởng của ông không phải là của ông mà là của các thầy ông. Ông đề cập đến một vài người có ảnh hưởng đến ông: nhà hùng biện Prodicus và nhà khoa học Anaxagoras. Người ta có thể ngạc nhiên về tuyên bố của Sokrates rằng ông chịu ảnh hưởng sâu sắc của hai người phụ nữ ngoài mẹ ông. Ông nói rằng Diotima, một phù thủy và nữ tu xứ Mantinea dạy ông tất cả những gì ông biết về tình yêu, và Aspasia, tình nhân của Pericles, đã dạy ông nghệ thuật viết điếu văn. John Burnet cho rằng người thầy chính của ông là Archelaus (người chịu ảnh hưởng của Anaxagoras), nhưng tư tưởng của ông thì như Platon miêu tả. Còn Eric A. Havelock thì coi mối quan hệ của Sokrates với những người theo thuyết Anaxagoras là căn cứ phân biệt giữa triết học Platon và Sokrates.

### Nghịch lý Sokrates
Nhiều niềm tin triết học cổ xưa cho rằng tiểu sử của Sokrates đã được biểu thị như một « nghịch lý » bởi chúng có vẻ như mâu thuẫn với nhận thức thông thường. Những câu sau nằm trong số những nghịch lý được cho là của Sokrates:
- Không ai muốn làm điều tốt
- Không ai làm điều ác hay sai trái có chủ ý
- Đạo đức - tất cả mọi đạo đức - là kiến thức
- Đạo đức là đủ cho hạnh phúc

Cụm từ Nghịch lý Sokrates cũng có thể đề cập đến một nghịch lý tự phủ nhận, bắt nguồn từ một thành ngữ của Sokrates, "Tôi biết rằng tôi không biết gì cả" (tiếng Hy Lạp cổ: ἓν οἶδα ὅτι οὐδὲν οἶδα hen oída hoti oudén oída; tiếng Latinh: scio me nihil scire hay scio me nescire) 

### Nhận thức

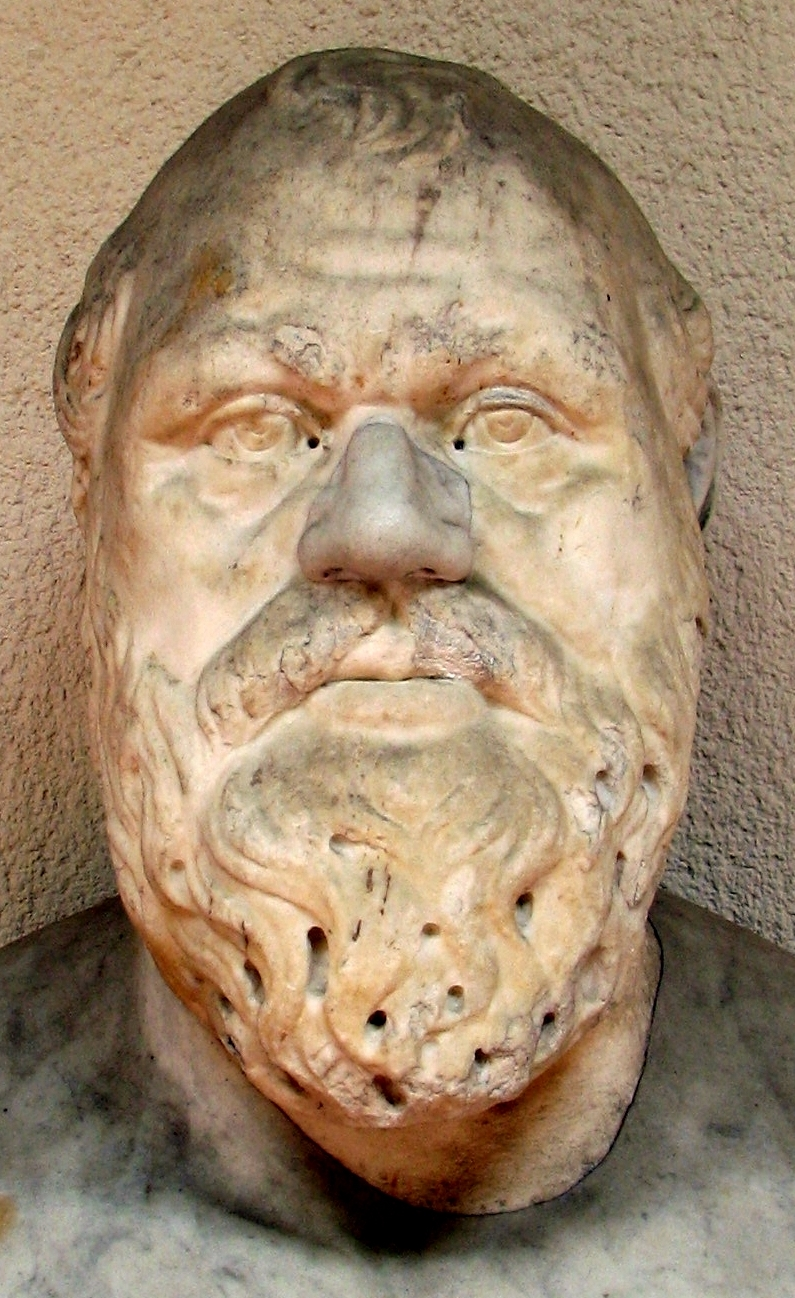
Tượng Sokrates tại Bảo tàng Khảo cổ học Palermo.

Sokrates thường nói sự khôn ngoan của ông ấy rất hạn chế để có thể nhận thức được sự ngu ngốc của ông. Sokrates tin rằng những việc làm sai là kết quả của sự ngu ngốc và những người đó thường không biết cách làm tốt hơn. Một điều mà Sokrates luôn một mực cho rằng kiến thức vốn là "nghệ thuật của sự ham thích" điều mà ông liên kết tới quan niệm về "Ham thích sự thông thái",. Ông ấy không bao giờ thực sự tự nhận rằng mình khôn ngoan, dù chỉ là để hiểu cách thức mà người ham chuộng sự khôn ngoan nên làm để theo đuổi được điều đó. Điều đó gây nên tranh lụân khi mà Sokrates tin rằng con người (với sự chống đối các vị thần như Apollo) có thể thật sự trở nên khôn ngoan. Mặt khác, ông cố gắng vạch ra một đường phân biệt giữa sự ngu ngốc của con người và kiến thức lý tưởng; hơn nữa, Symposium của Platon (Phát biểu của Diotima) và Cộng hòa (Ngụ ngôn về Cái hang) diễn tả một phương pháp để tiến đến sự khôn ngoan.
Trong Theaetus của Platon (150a) Sokrates so sánh bản thân với một người làm mối đúng đắn như là sự phân biệt với một tên ma cô. Sự phân biệt này lặp lại trong Symposium của Xénophon (3.20), khi Sokrates bỡn cợt về một điều chắc chắn để có thể tạo một gia tài, nếu ông chọn để thực hành nghệ thuật ma cô. Với vai trò là một nhà truy vấn triết học, ông dẫn dắt người đối thoại tới một nhận thức sáng rõ khôn ngoan, dù cho ông không bao giờ thừa nhận mình là một thầy giáo (Apologia). Theo ông thì vai trò của ông có thể hiểu đúng đắn hơn là một bà đỡ. Sokrates giải thích rằng bản thân ông là một thứ lý thuyết khô khan, nhưng ông biết cách để làm cho thuyết của người khác có thể ra đời và quyết định khi nào họ xứng đáng hoặc chỉ là "trứng thiếu" . Có lẽ theo một cách diễn đạt đặc biệt, ông ấy chỉ ra rằng những bà đỡ thường hiếm muộn do tuổi tác, và phụ nữ không bao giờ sinh thì không thể trở thành bà đỡ; một người phụ nữ hiếm muộn đúng nghĩa nhưng không có kinh nghiệm hay kiến thức về sinh sản và không thể tách đứa trẻ sơ sinh với những gì nên bỏ lại để đứa bé có thể chào đời. Để phán đoán được điều đó, bà đỡ cần phải có kinh nghiệm và kiến thức về việc mà bà đang làm.

## Phương pháp giảng dạy
Các bài dạy của ông thường được chia làm hai phần dựa trên sự đối thoại:
- Phần thứ nhất: Phần hỏi và trả lời cho đến khi người đối thoại nhận thức là mình sai.
- Phần thứ hai: Đây là phần lập luận: Ông giúp cho người đối thoại hiểu và tự tìm lấy câu trả lời. Ông nói: "Mẹ tôi đỡ đẻ cho sản phụ, còn tôi đỡ đẻ cho những bộ óc"

## Tư tưởng
- "Hãy tự biết lấy chính mình."
- "Con người không hề muốn hung ác tàn bạo."
- "Việc gọi là tốt khi nó có ích."
- "Đạo đức là khoa học là lối sống."
- "Hạnh phúc có được khi nó dung hòa với đạo đức."
- "Điều bị bắt buộc phải làm cũng là điều hữu ích."

### Câu nói nổi tiếng
- "Tôi biết rằng tôi không biết gì cả" (Hy Lạp cổ: ἓν οἶδα ὅτι οὐδὲν οἶδα hen oída hoti oudén oída; tiếng Latinh: scio me nihil scire hay scio me nescire)